# ヤコバ・ムルダー

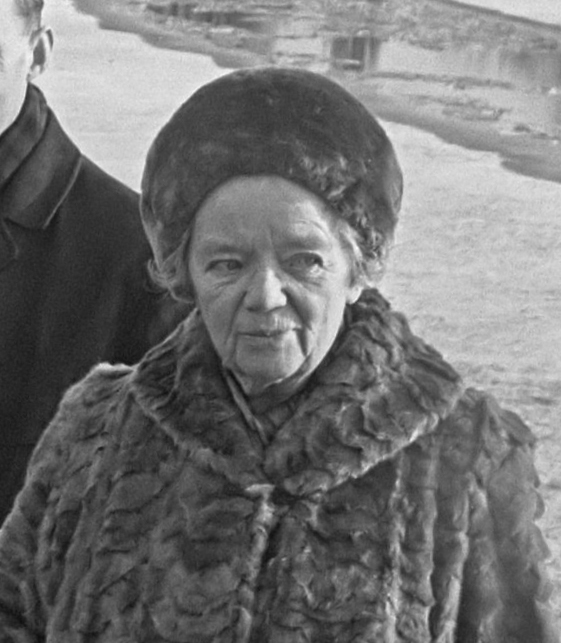
ヤコバ・ムルダー(1968年)

ヤコバ・ムルダー（Jacoba Mulder, 1900年3月2日 - 1988年11月5日）は、オランダの建築家、都市計画家、および造園家である。アムステルダム市公共事業局において要職を歴任し、都市計画、特に集合住宅の配置計画や公園緑地の設計において中心的な役割を果たした。

## 経歴
ムルダーは1900年3月2日にブレダで生まれた。1926年、デルフト工科大学を土木技術者として卒業し、同大学の都市設計プログラムを修了した初の女性卒業生となった。卒業後、デルフト市で都市計画、特に都市拡張計画に携わった。
1930年、彼女はアムステルダム市公共事業局都市計画部都市開発課（DPWAS）に副建築家として迎え入れられた。この部署は、主任建築家であるコーネリアス・ファン・エーステレンが計画の大枠を策定し、ムルダーはこれらのプロジェクトの詳細を検討し、具体的な計画案として具現化する役割を担っていた。ファン・エーステレンが大局的な視点で計画を進める一方で、ムルダーは人々の生活に密着した空間設計に重きを置いた。彼女は、都市の機能性だけでなく、住民の日常的なニーズや緑地の重要性を重視するアプローチで知られている。
1952年には主任建築家に昇進し、1958年のファン・エーステレンの退職に伴い、都市開発部長に就任した。彼女は1965年に退職するまでその職を務めた。この期間、アムステルダムの都市拡大計画や、1935年に市議会で採択された「アムステルダム一般拡張計画」（AUP）の実施において、その手腕がアムステルダムの多様な拡張地域の発展の原動力となった。特に第二次世界大戦後、AUPの具体化と地区レベルでの実施に主導的な役割を果たしている。

## 主要な業績
ムルダーは、都市計画における緑地の導入と拡張に重点を置いた。集合住宅の住棟配置計画では、従来の画一的な配置とは異なる「フック・アンド・コート（hooks and courts）」と呼ばれるL字型配置を導入し、居住空間の質と開放感を高めた。これは、後に西部の庭園都市群などで広く採用された。
彼女が手がけた代表的なプロジェクトには、以下が挙げられる。
- フランクエンダール（Frankendaal）: 1949年に設計された集合住宅の配置計画で、L字型ブロックが特徴である。
- アムステルダムセ・ボス（Amsterdamse Bos）: 1934年から1970年にかけて造成された広大な公園。ムルダーは1935年以降、このプロジェクトのチーム責任者として、水辺、道路、森林、丘陵などの配置を決定し、その設計において中心的な役割を担った。「ボスの女性」とも称され、そのデザインは長期にわたり高く評価されている。
- ベアトリクスパーク（Beatrixpark）: アムステルダム市内の主要な公園の一つであり、彼女の設計が反映されている。
- スパールンヴァウデ（Spaarnwoude）: 広域レクリエーションエリアの計画にも関与した。
- 遊び場（Playgrounds）: 特に子供たちのための遊び場設計に情熱を注ぎ、アルド・ファン・アイク（Aldo van Eyck）と共に、安全でアクセスしやすい700以上の遊び場をアムステルダム市内に整備した。

## 死後の顕彰

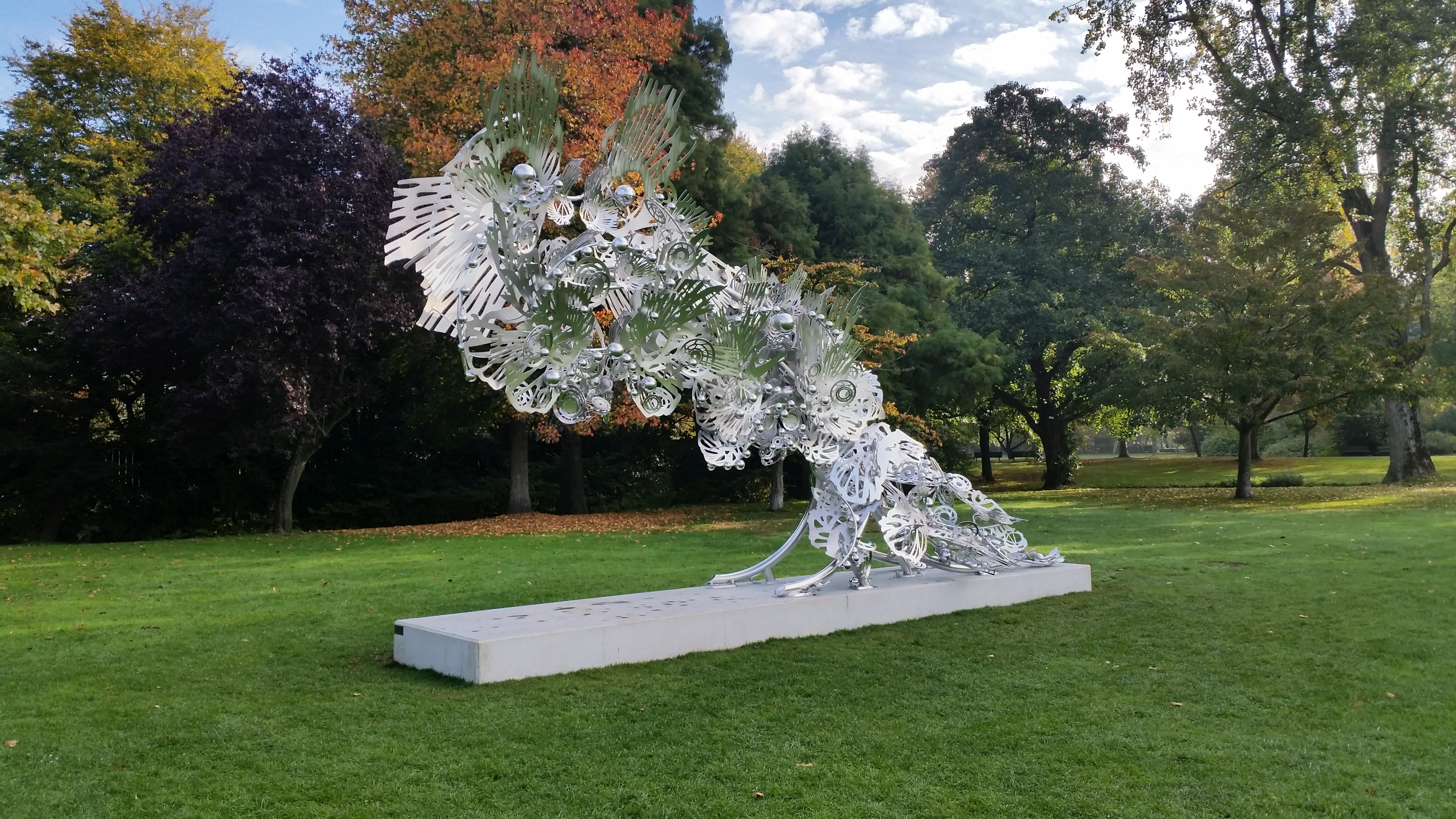
ベアトリクス公園にあるマルダーを称える記念碑「Future past glory(未来の過去の栄光)」(2018年)

1988年に亡くなった後も、ムルダーの功績は高く評価されている。1990年代には彼女にちなんで名付けられた場所が設けられ、その貢献が称えられた。
- Ir. ヤコバ・ムルダープレイン（Ir. Jacoba Mulderplein）: アムステルダム市中心部に彼女にちなんで名付けられた広場である。
- 記念碑 Ir. ヤコバ・ムルダー（Gedenkteken Ir. Jacoba Mulder）: 1997年、上記広場に芸術家ヘイス・バッカー（Gijs Bakker）による記念碑が設置された。この記念碑は、彼女が重視した子供たちの遊び場としても機能するよう設計されている。
- ヤコバ・ムルダーハウス（Jakoba Mulderhuis）: 2022年にアムステルダム応用科学大学の建物が彼女の名前を冠して開設された。
- ヤコバ・ムルダーチューリップ（Jakoba Muldertulp）: アムステルダムセ・ボスの85周年を記念して、彼女に敬意を表しチューリップの品種にその名が付けられた。